# Instalación 04
En el univers ficticio de "Halo: Combat Evolved", la "Instalación 04" (conocida por el  Covenant como el "Halo", y por los humanos como "Alpha Halo") es un mundo anillo de aspecto similar a la Tierra, con mares, islas, bosques y demás, entrelazados con estructuras y tecnología de la extinta raza extraterrestre de los Forerunners. Se trata de un ambiente en condiciones perfectas para la sustención de vida, así como también una megaestructura diseñada para extinción masiva.

## HALO
Al igual que los otros 6 (seis) Halos, la Instalación 04 tenía tres principales propósitos:
1. Contener al Flood, una raza parasitaria de suma importancia en el universo de la franquicia. La existencia de estos seres fue causante de la construcción y la activación de las instalaciones Halo en el pasado distante.
2. Como campo de investigación (hasta la desaparición de los Anillos Forerunners).
3. Eliminar toda vida en la galaxia; esto último para eliminar de hambre al huésped Flood, aniquilando organismos y especies enteras en un intento de detener su avance y reproducción.

La instalación estaba dividida en varias secciones para evitar una falla simultánea y era controlada en su totalidad por el Monitor: 343 Guilty Spark (Chispa Culpable 343 en español). En caso de una fuga de especímenes Flood, el Monitor podía usar a los Centinelas para destruir al Flood o cualquier forma de vida que representase un peligro para la instalación.
La estructura está construida en forma de anillo y orbita un enorme planeta gaseoso conocido como Threshold. Como sucede con todos los Halos, posee una Sala de Control titulada como Silent Cartographer (Cartógrafo Silencioso) por el Covenant, y una Biblioteca donde se halla el Índice, un artefacto que, una vez insertado en la Sala de Control, permitiría asumir el control de la instalación, fundamentalmente, una cuenta regresiva que culminaría con la activación del Halo.
En cuanto a la literatura tradicional de ciencia ficción, el anillo demuestra algunas similitudes con la estación espacial conocida como Rama, en la novela "Cita con Rama" de Arthur C. Clarke. Aunque esta última es más pequeña que Halo, tiene autonomía motriz (ya que se trata de una nave espacial, y no de una estación espacial orbital) y está completamente cerrada para contener su atmósfera. Por otro lado, la inmensidad de la instalación Halo puede mantener su atmósfera valiéndose de su pseudo gravedad únicamente.

## En el videojuego
Luego del accidente del Pillar of Autumn, los humanos y los Covenant lucharon en la superficie del anillo hasta que el Flood fue accidentalmente soltado por tropas del Covenant que tenía como objetivo proteger la estructura de los Forerunners, a partir de allí los Centinelas y 343 Guilty Spark entraron en acción ayudando al Jefe Maestro para recuperar el Índice.
Pero la inteligencia artificial del Pillar of Autumn, Cortana, descubrió los propósitos de la instalación y causó que los Centinelas solo protegiesen al Monitor, lo que causó que cuanto antes el Jefe Maestro regresase al área de impacto del Pillar of Autumn para detonar sus cuatro reactores de fusión, estos estallaron causando que el anillo colapsara y desapareciera.
En el videojuego, desde casi cualquier posición puede verse el anillo (a excepción en las misiones "Asalto a la Sala de Control", "343 Guilty Spark", "La Biblioteca" y "Dos Traiciones", las cuales transcurren dentro de la instalación en sí). 
Por otro lado, varias estructuras cuentan con puentes de luz que se activan desde consolas de mando holográficas, las cuales no son afectadas por disparos o explosiones. 
A lo largo de la instalación 04, el jugador podrá notar extraños símbolos y patrones mayoritariamente grabados ebn las paredes y superficies metálicas del lugar. Numerosas teorías apuntan a que dicha simbología forma parte del alfabeto de los antiguos Forerunners.

## Mecanismos
La instalación 04 posee varias estructuras de origen Forerunner, como la Biblioteca o la Sala de Control, que mantienen la estructura. También se encuentran consolas para activar o desactivar puertas mecánicas, puentes de luz o diversos artefactos.
El anillo orbita un planeta y gira sobre un eje invisible, connsecuentemente creando un ciclo de años y días. El monitor fue asignado a cuidar la instalación por miles de años, poseyendo autoridad y control completo del anillo. Los mecanismos de autodefensa son simples: pueden ir desde sellar puertas enteras hasta comandar a los centinelas por orden del Monitor. El causante del clima es hasta ahora desconocido, pero es probable que desde la Sala de Control pueda manipularse dicho factor. Inclusive, en la campaña del juego, Cortana no sabía decir si el mal clima se trataba de un error en el anillo o si había sido diseñado a propósito.
En general, el mayor mecanismo de defensa es el más catastrófico. Se trata de la activación del anillo, con el índice de activación de la biblioteca, haciendo que el resto de las instalaciones Halo se disparen, eliminando a toda la vida de la galaxia o, toda forma de vida de biomasa suficiente como para alimentar al Flood; medida extrema cuya eficacia resultó fructífera para la extinción del parásito. Las consecuencias de este proceso eran universalmente devastadoras, pues la vida en la galxia debía restituirse nuevamente. Durante la guerra entre el Flood y los Forerunner, detallada en los libros de Forerunner saga del aclamado escritor Greg Bear, estos últimos realizaron la activación de los anillos con el fin de detener el avance de la plaga miles de años antes de los eventos de Halo: Combat Evolved. Una medida desesperada para una situación desesperada.